# Булганакская волость
Булгана́кская во́лость — административно-территориальная единица в составе Симферопольского уезда Таврической губернии. Располагалась на западе уезда, в основном в долине реки Западный Булганак и на землях к северу от неё, до Чёрного моря на западе и Евпаторийского уезда на севере.
4 июня 1871 года были высочайше утверждены Правила об устройстве поселян-собственников (бывших колонистов)…, согласно которым на выделенной западной части Нейзацкого колонистского округа была образована немецкая Кронентальская волость. Поначалу волость состояла из одной колонии — Кроненталь, в которой по «Памятной книге Таврической губернии 1889 года» числилось 483 жителя.

## Состояние волости на 1892 год
Булганакскская волость была образована, взамен Кронентальской, в результате земской реформы 1890-х годов. Согласно «…Памятной книжке Таврической губернии на 1892 год», включала 17 поселений с 2 805 жителями, причём Кроненталь был записан как село — в последующих источниках определяется деревней.

## Состояние волости на 1902 год
В «…Памятной книжке Таврической губернии на 1902 год» перечислены только 6 деревень, с указанием числа жителей, остальные поселения идут списком, с уточнением — деревня, хутор или экономия.
- Али-Бай — 104 жит.[6]
- Береговое — 191 жит.
- Булганак — 1239 жит.
- Контуган — 104 жит.[6]
- Николаевка — 344 жит.
- Учкую-Тархан — 114

Для остальных поселений волости приведены только названия, без указания числа жителей и домохозяйств, а также принадлежности к сельским обществам.

### Деревни
- Агач-Эли
- Булганак-Бадрак
- Джавджурек
- Ибраим-Бай
- Кулум-Беш-Эли
- Сейменларкой
- Ток-Саба
- Чокур-Эли

В волости на 1902 год числились 3 хутора: Дорт-Куль-Карабай, Кишине, Полякова и 11 экономий: Агач-Эли, Аджи-Ибрам, Булганак-Бадрак, Джабач, Джавджурек, Ибраим-Бай, Каяш, Контуган, Сейменларкой, Эскендер и Эски-Джабач.

## Состояние волости на 1915 год
По Статистическому справочнику Таврической губернии. Ч. II-я. Статистический очерк, выпуск шестой Симферопольский уезд, 1915 год, в Булганакской волости Симферопольского уезда числилось 31 различное поселение, из них только в 7-ми населёных пунктах указано население, в количестве 2226 человек приписных жителей и 451 — «посторонних».

### Имения
В составе волости было несколько имений, которые в «Статистическом справочнике…» записаны как населённые пункты и либо находились в одноимённых деревнях, либо фактически являлись бывшими деревнями.
- - Васильевка (оно же Аджи-Ибрам)
  - 3 имения Джавджурек (Шнейдера Фр. Фр., Гайзера, Лютиковых)
  - Дорт-Куль (Шнейдера И. И. и Вольфа)
  - Ибраим-Бай (Шнейдера И. И.)
  - Ибраим-Бай (Шнейдера С. И.)
  - Кара-Бай — лютеранский хутор, 50 жителей-немцев[13] на 1918 год[14].
  - Кулумбет-Эли (Кумбет-Эли) (Шнейдера П. Н.)
  - Кояш (Шнейдера Фр. Фр.)
  - Эскендер (Курумджи Д. В.)
  - Николаево-Крымское (Насл. Полякова Л. С.)
  - Сохта-Эры (или Шохта-Эр) (Бабаджана С. Ш.)
  - Сохта-Эры и Контуган (Туршу Р. Б.)
  - Джабач и Ток-Саба (Шнейдеров М. И. и С. И.)
  - Чокур-Эли (Пастака С. А.)

В материалах переписи по волости записано также значительное количество экономий и частных садов. После упразднения волостей по постановлению Крымревкома от 8 января 1921 года, поселения были подчинены Подгородне-Петровскому району.